# Olympische Jugend-Sommerspiele 2018/Teilnehmer (Japan)
| Gelbes Symbol für Goldmedaillen mit stilisierten Olympischen Ringen | Graues Symbol für Silbermedaillen mit stilisierten Olympischen Ringen | Braundes Symbol für Bronzemedaillen mit stilisierten Olympischen Ringen |
| ------------------------------------------------------------------- | --------------------------------------------------------------------- | ----------------------------------------------------------------------- |
| 15                                                                  | 12                                                                    | 12                                                                      |

Die Jugend-Olympiamannschaft aus Japan für die III. Olympischen Jugend-Sommerspiele vom 6. bis 18. Oktober 2018 in Buenos Aires (Argentinien) bestand aus 91 Athleten.

## Athleten nach Sportarten

### Badminton
| Mädchen - Hirari Mizui Einzel: 9. Platz Mixed: Bronze (im Team Theta) | Jungen - Kodai Naraoka Einzel: Bronze Mixed: Bronze (im Team Theta) |

### Bogenschießen
| Mädchen - Ruka Uehara Einzel: 17. Platz Mixed: 17. Platz (mit Louis Juhel Mauritius) | Jungen - Tetsuya Aoshima Einzel: 17. Platz Mixed: 17. Platz (mit Elia Canales Spanien) |

### Breakdance
| Mädchen - Ramu Kawai (Ram) Einzel: Gold Mixed: Gold (mit Hiếu Lê Minh (B4) Vietnam) | Jungen - Shigeyuki Nakarai (Shigekix) Einzel: Bronze Mixed: 7. Platz (mit Anastasia Solovjova (Anastasia) Lettland) |

### Fechten
| Mädchen - Yuka Ueno Florett Einzel: Gold Mixed: Silber (im Team Asien-Ozeanien 1) | Jungen - Seiya Asami Degen Einzel: 6. Platz Mixed: 5. Platz (im Team Asien-Ozeanien 2) - Hibiki Kato Säbel Einzel: 8. Platz Mixed: 5. Platz (im Team Asien-Ozeanien 2) |

### Futsal
Mädchen
- Silber
- Yuria Suto
- Mitsuki Kobayashi
- Rinka Yokoyama
- Miu Maeda
- Sara Oino
- Ichika Arai
- Mai Miyamoto
- Mirano Abe
- Rikako Yamakawa
- Aki Ikeuchi

### Gewichtheben
Mädchen
- Sumire Hashimoto
Schwergewicht: 8. Platz

### Golf
| Mädchen - Kagetsu Tsuruse Einzel: 27. Platz Mixed: 9. Platz | Jungen - Ryou Hisatsune Einzel: 5. Platz Mixed: 9. Platz |

### Karate
| Mädchen - Rinka Tahata Kumite bis 53 kg: Silber - Kokoro Sakaji Kumite bis 59 kg: Gold - Sakura Sawashima Kumite über 59 kg: Silber | Jungen - Masaki Yamaoka Kumite bis 61 kg: Silber - Kotaro Nakamura Kumite bis 68 kg: 5. Platz - Keisei Sakiyama Kumite über 68 kg: 5. Platz |

### Leichtathletik
| Mädchen - Takako Niisaka 100 m: 8. Platz - Maki Ueda 800 m: 7. Platz - Yuki Kanemitsu 1500 m: 4. Platz - Miyaka Sugata 3000 m: 9. Platz - Azuki Nakatsugawa Weitsprung: 5. Platz - Yuika Nakamura Speerwurf: DNS | Jungen - Seiryo Ikeda 100 m: Bronze - Kosuke Ishida 1500 m: 7. Platz - Rintaro Kajiyama 3000 m: 6. Platz - Haruto Deguchi 400 m Hürden: Gold - Kazuki Furusawa Stabhochsprung: Silber - Koki Wada Weitsprung: Bronze - Kentaro Nakamura Speerwurf: 12. Platz - Yusuke Iwakawa 5 km Gehen: 12. Platz |

### Moderner Fünfkampf
Mädchen
- Hinano Shigehara
Einzel: 23. Platz
Mixed: 18. Platz (mit Ugo Fleurot  Frankreich)

### Radsport
- Kanami Tanno
- Yuma Oshimo
BMX Freistil: Bronze
- Miru Nagare
- Yuichi Masuda
BMX Racing: 9. Platz

### Ringen
| Mädchen - Nonoka Ozaki Freistil bis 57 kg: Gold - Yūka Kagami Freistil bis 73 kg: Bronze | Jungen - Wataru Sasaki Griechisch-römisch bis 51 kg: Gold - Shu Yamada Griechisch-römisch bis 71 kg: Bronze - Hayato Fujita Freistil bis 55 kg: 5. Platz |

### Rudern
Jungen
- Shunsuke Shimada
Einer: 15. Platz

### Rugby
Jungen
- Bronze
- Junya Matsumoto
- Kanji Futamura
- Ryosuke Kan
- Taisei Konishi
- Haruhiko Uemura
- Kentaro Fujii
- Jo Ohba
- Ryo Eto
- Kippei Ishida
- Tyler Main
- Kaito Nakanishi
- Hibiki Yamada

### Schießen
Mädchen
- Aoi Takagi
Luftgewehr 10 m: 15. Platz
Mixed: 11. Platz (mit Maximilian Ulbrich  Deutschland)

### Schwimmen
| Mädchen - 4 × 100 m Freistil: Bronze - Mayuka Yamamoto 50 m Freistil: Silber 100 m Freistil: 9. Platz 50 m Schmetterling: 7. Platz 4 × 100 m Freistil Mixed: 7. Platz - Nagisa Ikemoto 50 m Freistil: 18. Platz 100 m Freistil: 4. Platz 200 m Freistil: 5. Platz 4 × 100 m Freistil Mixed: 7. Platz 4 × 100 m Lagen Mixed: Bronze - Shiori Asaba 50 m Brust: 25. Platz 100 m Brust: 8. Platz 200 m Brust: Gold - Miku Kojima 200 m Lagen: 4. Platz 4 × 100 m Lagen Mixed: Bronze | Jungen - 4 × 100 m Freistil: 6. Platz 4 × 100 m Lagen: disqualifiziert (Finale) - Keisuke Yoshida 200 m Freistil: 5. Platz 400 m Freistil: Bronze 800 m Freistil: Silber 4 × 100 m Freistil Mixed: 7. Platz - Taku Taniguchi 50 m Brust: 4. Platz 100 m Brust: Bronze 200 m Brust: 5. Platz 4 × 100 m Freistil Mixed: 7. Platz 4 × 100 m Lagen Mixed: Bronze - Yu Hanaguruma 50 m Brust: 16. Platz 100 m Brust: 4. Platz 200 m Brust: Gold 4 × 100 m Lagen Mixed: Bronze - Shinnosuke Ishikawa 50 m Schmetterling: 16. Platz 100 m Schmetterling: 4. Platz 200 m Schmetterling: 6. Platz 4 × 100 m Freistil Mixed: 7. Platz 4 × 100 m Lagen Mixed: Bronze |

### Segeln
Jungen
- Takumi Ikeda
Windsurfen: 8. Platz

### Sportklettern
| Mädchen - Mao Nakamura Kombination: 6. Platz | Jungen - Keita Dohi Kombination: Gold - Shuta Tanaka Kombination: Silber |

### Taekwondo
Jungen
- Hidetaka Maeda
Klasse bis 55 kg: 5. Platz

### Tennis
| Mädchen - Yūki Naitō Einzel: Viertelfinale Doppel: Silber Mixed: Gold - Naho Satō Einzel: 1. Runde Doppel: Silber Mixed: Achtelfinale (mit Gilbert Klier Junior Brasilien) | Jungen - Naoki Tajima Einzel: Achtelfinale Doppel: Viertelfinale (mit Mu Tao Volksrepublik China) Mixed: Gold |

### Tischtennis
| Mädchen - Miu Hirano Einzel: Silber Mixed: Silber | Jungen - Tomokazu Harimoto Einzel: Silber Mixed: Silber |

### Triathlon
| Mädchen - Maki Uchida Einzel: 25. Platz Mixed: 13. Platz (im Team Asien 2) | Jungen - Teppei Tokuyama Einzel: 23. Platz Mixed: 10. Platz (im Team Asien 1) |

### Turnen

#### Gymnastik
| Mädchen - Chiharu Yamada Einzel: 21. Platz Boden: 6. Platz Pferd: 11. Platz Stufenbarren: 29. Platz Schwebebalken: 21. Platz Mixed: 6. Platz (im Team Weiß) | Jungen - Takeru Kitazono Einzelmehrkampf: Gold Boden: Gold Pferd: 10. Platz Barren: Gold Reck: Gold Ringe: Gold Seitpferd: 6. Platz Mixed Silber (im Team Grün) |

#### Trampolinturnen
| Mädchen - Yuki Okuno Einzel: 5. Platz Mixed: 11. Platz (im Team Hellblau) | Jungen - Takumi Fujimoto Einzel: 12. Platz Mixed: 9. Platz (im Team Gelb) |

#### Rhythmische Sportgymnastik
Mädchen
- Aino Yamada
Einzel: 8. Platz
Mixed: Bronze  (im Team Schwarz)